# Yii
Yii는 오픈 소스, 객체 지향, 컴포넌트 기반 MVC PHP 웹 프레임워크이다. Yii는 중국어로 "이"로 발음되며 이"Yes It Is!"의 줄임말이다.

## 역사
Yii는 PRADO 프레임워크의 단점을 수정할 시도로 출발하였다. 복잡한 페이지의 관리 속도 저하, 가파른 학습 곡선, 수많은 컨트롤의 맞춤식 불가가 있었다. 2006년 10월, 10개월 간의 개발 이후 첫 알파 버전의 Yii가 출시되었으며 2008년 12월 1.00 정식 릴리스가 출시되었다.
Yii 1.1은 2010년 1월 출시되었으며 여기에는 폼 빌더, 관계형 액티브 레코드 쿼리, 유닛 테스트 프레임워크 등의 기능이 추가되었다. Yii 커뮤니티는 현재 PHP7 지원 및 보안 문제 수정을 포함한 1.1 브랜치의 작업을 계속하고 있다. 마지막 릴리스는 2010년 7월의 버전 1.1.20이었다.
2011년 5월 개발자들은 새로운 PHP 버전을 사용하고 구조적 단점을 수정하기로 결정하면서 버전 2.0을 개발하였다. 2013년 5월 Yii 2.0 코드가 공개되어 2014년 10월 최초 안정판이 출시되었다. PHP는 버전 2.0.9 이후부터 지원되고 있다. 최신 버전 2.0.15는 2018년 3월 출시되었다.

## Yii 기반 CMS 및 CMF
- Open Business Card CMS
- Open Real Estate CMS

## 버전 역사
| 색   | 의미                           |
| ---- | ------------------------------ |
| 빨강 | 구 버전. 더 이상 지원되지 않음 |
| 노랑 | 구 버전. 그러나 지원 중        |
| 초록 | 현재 버전                      |
| 파랑 | 차기 버전                      |

| 버전 | 릴리스 | 출시일           | 유지보수 만료                                    | 요구사항       |
| ---- | ------ | ---------------- | ------------------------------------------------ | -------------- |
| 1.0  | 1.0    | 2008년 12월 3일  | 2010년 12월 31일                                 | PHP 5.1.0 이상 |
| 1.0  | 1.0.1  | 2009년 1월 4일   | 2010년 12월 31일                                 | PHP 5.1.0 이상 |
| 1.0  | 1.0.2  | 2009년 2월 1일   | 2010년 12월 31일                                 | PHP 5.1.0 이상 |
| 1.0  | 1.0.3  | 2009년 3월 1일   | 2010년 12월 31일                                 | PHP 5.1.0 이상 |
| 1.0  | 1.0.4  | 2009년 4월 5일   | 2010년 12월 31일                                 | PHP 5.1.0 이상 |
| 1.0  | 1.0.5  | 2009년 5월 10일  | 2010년 12월 31일                                 | PHP 5.1.0 이상 |
| 1.0  | 1.0.6  | 2009년 6월 7일   | 2010년 12월 31일                                 | PHP 5.1.0 이상 |
| 1.0  | 1.0.7  | 2009년 7월 5일   | 2010년 12월 31일                                 | PHP 5.1.0 이상 |
| 1.0  | 1.0.8  | 2009년 8월 9일   | 2010년 12월 31일                                 | PHP 5.1.0 이상 |
| 1.0  | 1.0.9  | 2009년 9월 6일   | 2010년 12월 31일                                 | PHP 5.1.0 이상 |
| 1.0  | 1.0.10 | 2009년 10월 18일 | 2010년 12월 31일                                 | PHP 5.1.0 이상 |
| 1.0  | 1.0.11 | 2009년 12월 13일 | 2010년 12월 31일                                 | PHP 5.1.0 이상 |
| 1.0  | 1.0.12 | 2010년 3월 14일  | 2010년 12월 31일                                 | PHP 5.1.0 이상 |
| 1.1  | 1.1.0  | 2010년 1월 10일  | 2016년 12월 31일                                 | PHP 5.1.0 이상 |
| 1.1  | 1.1.1  | 2010년 3월 14일  | 2016년 12월 31일                                 | PHP 5.1.0 이상 |
| 1.1  | 1.1.2  | 2010년 5월 2일   | 2016년 12월 31일                                 | PHP 5.1.0 이상 |
| 1.1  | 1.1.3  | 2010년 7월 4일   | 2016년 12월 31일                                 | PHP 5.1.0 이상 |
| 1.1  | 1.1.4  | 2010년 9월 5일   | 2016년 12월 31일                                 | PHP 5.1.0 이상 |
| 1.1  | 1.1.5  | 2010년 11월 14일 | 2016년 12월 31일                                 | PHP 5.1.0 이상 |
| 1.1  | 1.1.6  | 2011년 1월 16일  | 2016년 12월 31일                                 | PHP 5.1.0 이상 |
| 1.1  | 1.1.7  | 2011년 3월 27일  | 2016년 12월 31일                                 | PHP 5.1.0 이상 |
| 1.1  | 1.1.8  | 2011년 6월 26일  | 2016년 12월 31일                                 | PHP 5.1.0 이상 |
| 1.1  | 1.1.9  | 2012년 1월 1일   | 2016년 12월 31일                                 | PHP 5.1.0 이상 |
| 1.1  | 1.1.10 | 2012년 2월 12일  | 2016년 12월 31일                                 | PHP 5.1.0 이상 |
| 1.1  | 1.1.11 | 2012년 7월 29일  | 2016년 12월 31일                                 | PHP 5.1.0 이상 |
| 1.1  | 1.1.12 | 2012년 8월 19일  | 2016년 12월 31일                                 | PHP 5.1.0 이상 |
| 1.1  | 1.1.13 | 2012년 12월 30일 | 2016년 12월 31일                                 | PHP 5.1.0 이상 |
| 1.1  | 1.1.14 | 2013년 8월 11일  | 2016년 12월 31일                                 | PHP 5.1.0 이상 |
| 1.1  | 1.1.15 | 2014년 6월 29일  | 2016년 12월 31일                                 | PHP 5.1.0 이상 |
| 1.1  | 1.1.16 | 2014년 12월 21일 | 2016년 12월 31일                                 | PHP 5.1.0 이상 |
| 1.1  | 1.1.17 | 2016년 1월 13일  | 2016년 12월 31일                                 | PHP 5.1.0 이상 |
| 1.1  | 1.1.18 | 2017년 4월 19일  | 2016년 12월 31일                                 | PHP 5.1.0 이상 |
| 1.1  | 1.1.19 | 2017년 6월 8일   | 2016년 12월 31일                                 | PHP 5.1.0 이상 |
| 1.1  | 1.1.20 | 2018년 7월 6일   | 보안 수정 및 PHP 7 호환성 (2020년 12월 31일까지) | PHP 5.1.0 이상 |
| 2.0  | 2.0.0  | 2014년 10월 12일 | TBD                                              | PHP 5.4.0 이상 |
| 2.0  | 2.0.1  | 2014년 12월 7일  | TBD                                              | PHP 5.4.0 이상 |
| 2.0  | 2.0.2  | 2015년 1월 11일  | TBD                                              | PHP 5.4.0 이상 |
| 2.0  | 2.0.3  | 2015년 3월 1일   | TBD                                              | PHP 5.4.0 이상 |
| 2.0  | 2.0.4  | 2015년 5월 10일  | TBD                                              | PHP 5.4.0 이상 |
| 2.0  | 2.0.5  | 2015년 7월 11일  | TBD                                              | PHP 5.4.0 이상 |
| 2.0  | 2.0.6  | 2015년 8월 5일   | TBD                                              | PHP 5.4.0 이상 |
| 2.0  | 2.0.7  | 2016년 2월 14일  | TBD                                              | PHP 5.4.0 이상 |
| 2.0  | 2.0.8  | 2016년 4월 28일  | TBD                                              | PHP 5.4.0 이상 |
| 2.0  | 2.0.9  | 2016년 7월 11일  | TBD                                              | PHP 5.4.0 이상 |
| 2.0  | 2.0.10 | 2016년 10월 20일 | TBD                                              | PHP 5.4.0 이상 |
| 2.0  | 2.0.11 | 2017년 2월 1일   | TBD                                              | PHP 5.4.0 이상 |
| 2.0  | 2.0.12 | 2017년 6월 5일   | TBD                                              | PHP 5.4.0 이상 |
| 2.0  | 2.0.13 | 2017년 11월 3일  | TBD                                              | PHP 5.4.0 이상 |
| 2.0  | 2.0.14 | 2018년 2월 19일  | TBD                                              | PHP 5.4.0 이상 |
| 2.0  | 2.0.15 | 2018년 3월 20일  | TBD                                              | PHP 5.4.0 이상 |

## 같이 보기
- 모델-뷰-컨트롤러